# توماس بور
توماس بور (بالإنجليزية: Thomas Burr)‏ هو جيولوجي أسترالي، ولد في 1813، وتوفي في 1866.